# 国立療養所大島青松園
国立療養所大島青松園（こくりつりょうようじょおおしませいしょうえん）は、香川県高松市庵治町に位置する国立ハンセン病療養所。

## 概要
高松市の離島である大島（面積 61 ha、高松港の東北8 km）に所在する。大島の西には、桃太郎伝説の鬼が島とされる女木島、南には屋島の戦いで知られる屋島、東には小豆島が存在する。野島泰治が長らく所長を務めたほか、林文雄が晩年に勤務した。
歌手の沢知恵が毎年無料のコンサートを行い、島の内外から多くの人が訪れているほか、2010年（平成22年）から大島が瀬戸内国際芸術祭の会場の一つとなった。しかしながら国土交通省四国運輸局より、官庁船に不特定多数の乗客を乗せることは違法の可能性があるとの指摘を受け、2016年（平成28年）より所用のある者以外の乗船ができなくなった。このため、大島青松園入所者自治会が定期航路での就航を要望、2019年（平成31年）1月21日付で定期航路としての認可を受け、同年4月26日より一般の乗船が再開されることとなった。

## 沿革
- 1909年（明治42年）4月1日 - 中国・四国8県連合「第4区療養所」として発足。所長川越壮介。
- 1909年（明治42年）4月8日 - 12馬力石油発動機船購入
- 1909年（明治42年）4月25日 - 開所式を行う。入所者120名
- 1910年（明治43年）10月1日 - 大島療養所と改称
- 1911年（明治44年）9月25日 - 医長小林和三郎　所長を兼務
- 1931年（昭和6年）1月16日 - ラジオ事件発生。所長、県の衛生課長相手に医療と生活改善を要求
- 1933年（昭和8年）3月17日 - 小林所長没
- 1933年（昭和8年）4月20日 - 野島泰治医長、大島療養所長に任命さる
- 1941年（昭和16年）7月1日 - 所轄を厚生省に移管して国立らい療養所大島青松園と改称
- 1944年（昭和19年）3月1日 - 林文雄着任
- 1946年（昭和21年）11月2日 - 国立療養所大島青松園と改称
- 1947年（昭和22年）7月18日 - 林文雄死去
- 1969年（昭和44年）4月1日 - 野島園長退官、名誉園長へ。大西新園長へ交代。
- 1970年（昭和45年）3月3日 - 野島名誉園長死去
- 1977年（昭和52年）4月 - 大西園長、多磨全生園長へ、硲省吾園長着任
- 2010年（平成22年）- 瀬戸内国際芸術祭の会場となる。以降3年ごとの開催では毎回会場となる。
- 2016年（平成28年）- 国土交通省四国運輸局より、官有船での瀬戸内国際芸術祭の観客輸送は、法令上問題があるとの指導を受け、以降官有船は本園に所用のある者以外の乗船はできなくなった。やむなく民間船を借りて、不定期航路の認可を受け観客を輸送。しかしながら不定期航路のため。定員12名に制限された。
- 2019年（平成31年）4月26日 - 官有船の高松－大島が定期旅客航路となり、一般の乗船が可能となる。

## 診療科
- 内科
- 外科
- 整形外科
- 皮膚科
- 眼科
- 耳鼻咽喉科
- 歯科

## 交通
入所者、職員、来所者の交通、物資輸送のため高松港から官有船が運航されている。2019年4月26日〜高松－大島間は観光客も乗れる定期航路となっている。
- 高松港 - 大島港
- 庵治港 - 大島港（職員専用航路。運航管理は加藤汽船に委託[3]）

### 船舶
- せいしょう

- まつかぜ

## その他
- 1950年（昭和25年）3月15日 - 青松園の沖合を昭和天皇のお召船が通過（昭和天皇の戦後巡幸）。入園者が日の丸の旗を振って奉迎する姿を見て、これに応えた[4]。